# Грузинский, Вахтанг Ираклиевич
Вахтанг, (груз. ვახტანგი), также известен как Алмасхан (груз. ალმასხანი) (Вахтанг Ираклиевич Грузинский) (1761—1814) — грузинский царевич из царской династии Багратионов.

## Биография
Родился 22 июня 1761 года[по какому календарю?], в семье царя Картли и Кахети Ираклия II и его третьей жены Дареджан Дадиани, урожденной княжны Дадиани. Был тёзкой своего старшего сводного брата Вахтанга (умершего в 1756 году), а также носил второе имя — Алмасхан.
После смерти своего старшего брата Левана (ум. 1781) царевич Вахтанг получил во владение от отца удельное княжество в горной долине Арагви (1782). В 1795 году Вахтанг сражался в рядах грузинского войска под командованием своего престарелого отца, царя Ираклия II, против иранской армии Ага Мохаммед-шаха Каджара. В битве под Крцаниси царевич Вахтанг командовал отрядом из 300 горцев из Арагви и мужественно боролся с превосходящими силами противника под стенами Тбилиси.
После смерти своего отца, картли-кахетинского царя Ираклия II (1798), Вахтанг вместе со своей матерью Дареджан и братьями Юлоном, Фарнавазом и Александром перешел в оппозицию к новому монарху и своему сводному брату Георгию XII. Еще в 1791 году под давлением своей жены Дареджан царь Ираклий II составил завещание, по условиям которого его преемник вместе своего сына должен был передать царский престол младшему брату. Царевич Вахтанг был третьим в линии наследования после Георгия XII и Юлона. Новый картли-кахетинский царь Георгий XII отказался признавать завещание своего отца и добился от российского императора Павла I Петровича признания своего старшего сына Давида наследником царского престола в апреле 1799 года.
К июлю 1800 года Картли-Кахетинское царство столкнулось с перспективой неизбежной гражданской войны. Часть грузинской знати поддерживала царя Георгия XII, старшего сына и преемника Ираклия, а другая — его младшего брата Юлона. Противники стали собирать своих сторонников для открытой борьбы. Царевичи Юлон, Вахтанг и Фарнаваз блокировали дороги к Тбилиси и пытались спасти свою мать, вдовствующую царицу Дареджан, которая по приказу Георгия XII находилась в заключении в своём дворце в Авлабари. В сентябре 1800 году русское командованием прислало на помощь Георгию XII в Тбилиси русские силы под командованием генерал-майора Василия Гулякова. Младшие царские братья вынуждены были удалиться в провинции.
В декабре 1800 года тяжелобольной картли-кахетинский царь Георгий XII скончался, передав царский трон своему старшему сыну Давиду XII. Русское правительство отказалось признать нового царя и издало манифест о ликвидации царской власти в Картли-Кахетинском царстве. Царевич Вахтанг удалился в свою резиденцию Душети в Арагвской долине, откуда поддерживал антирусские связи со своим братом Александром, бежавшим в Дагестан.
12 октября 1801 года царевич Вахтанг был награждён орденом Святой Анны 1 степени.
В июле 1802 года русские власти решили выманить царевича Вахтанга из Душети. Вахтанг бежал из своей резиденции в горы Мтиулети, где был окружен русскими отрядами под командованием генерал-майора Сергея Тучкова. 10 августа 1802 года царевич сдался русским солдатам, чтобы избежать кровопролития. Вахтанг был под конвоем доставлен в Тбилиси и помещен под домашний арест вместе со своей матерью Дареджан во дворце Авлабари.
19 февраля 1803 года царевич Вахтанг и его бывший враг Давид XII, старший сын Георгия XII, были отправлены под русскими военным эскортом в Санкт-Петербург.
24 апреля 1803 года царевич Вахтанг был награждён орденом Святого Александра Невского.
Скончался в Санкт-Петербурге 28 октября 1814 года[по какому календарю?] и был похоронен в Александро-Невской лавре.
За годы пребывания в Петербурге князь Вахтанг писал про историю и политику своей страны. Его размышления о социальных и политических проблемах в Грузии были переведены с грузинского на русский язык Игорем Чилаевым и опубликованы как письма царевича Вахтанга Ираклиевича в Санкт-Петербурге в 1812 году. Вахтанг также был автором труда «Обзор истории грузинского народа», опубликованной в Санкт-Петербурге в 1814 году.

## Семья
Вахтанг был дважды женат. Его первой женой была княжна из грузинского рода Цулукидзе. В 1784 году вторично женился на княжне Мариам (1769—1837), дочери князя Давида Андроникашвили. От двух браков не имел детей.
Его вторая жена Мариам (урожденная княжна Андроникашвили) в 1810 году была награждена Орденом Святой Екатерины.